# Ceratolobus discolor
Ceratolobus discolor är en enhjärtbladig växtart som beskrevs av Odoardo Beccari. Ceratolobus discolor ingår i släktet Ceratolobus och familjen Arecaceae. Inga underarter finns listade i Catalogue of Life.